# 卞国福
卞国福（1940年—），笔名王欣、卞寿先，男，安徽肥西人，中华人民共和国政治人物、作家，中共党员。

## 生平
1960年毕业于皖南大学（现安徽师范大学）艺术音乐系。历任安徽艺术学院助教，六安地区文联秘书，皖西报社编辑，六安共青团地委书记，安徽省文化厅厅长、党组书记，中共安徽蚌埠市委副书记，安徽省总工会主席、党组书记，中共安徽省委党史研究室主任。1990年加入中国作家协会，同时也是中国音乐家协会会员、中国音乐文学学会会员。

## 社会兼职
安徽省第七届人大代表，第八、九届人大常委。

## 作品
著有诗集《热土地的歌》、《一树春天》、《拥抱明天》、《青春的旋律》、《朝霞满天》、《为祖国歌唱》、《悠悠童音》、《卞国福短诗选》、《难忘昨天》，论文集《艺海思絮》、《工会干部的实践与思考》等，另发表散文、故事、文学评论、音乐家随笔等400余万字。作品曾获安徽省青年诗歌优秀创作奖、第十二届冰心儿童图书奖。